# Caroline’s Spine
Caroline’s Spine ist eine US-amerikanische Rockband um den Sänger und Komponisten Jimmy Newquist.

## Geschichte
Caroline’s Spine wurde 1993 von Jimmy Newquist gegründet, der für die Aufnahmen des Debütalbums noch alle Instrumente selbst einspielte. Gemeinsam mit Mark Haugh, Jason Gilardi und Luis Moral ging Newquist mit Caroline’s Spine erstmals als mehrköpfige Band auf Tour. Die Band wurde häufig umbesetzt, wobei Newquist die einzige Konstante geblieben ist. Bis 1997 veröffentlichte Caroline’s Spine vier Studioalben bei dem Independent-Label ANZA Records. Es folgten die Alben Monsoon (1997) und Attention Please (1999) bei Hollywood Records, wonach eine Rückkehr zu Independent-Labels stattfand.
1997 waren sie mit dem Titel Turned Blue, der erst auf dem Album Attention Please enthalten war, auf dem Soundtrack des Films American Werewolf in Paris vertreten. 1999 steuerten sie mit Varsity Blue den Titelsong zum Soundtrack des Films Varsity Blues bei.
Größter Erfolg der Band in den Vereinigten Staaten war der Song Sullivan über die Sullivan-Brüder.
Auf Tour waren Caroline’s Spine unter anderen mit Aerosmith, Kiss und Queensrÿche. In Deutschland spielten sie unter anderem 1997 bei Rock am Ring.

## Diskografie
| Jahr | Titel                       | Label                 |
| 1993 | Caroline's Spine            | Anza Records          |
| 1994 | ... So Good Afternoon       | Anza Records          |
| 1995 | Ignore the Ants             | Anza Records          |
| 1996 | Huge                        | Anza Records          |
| 1997 | Monsoon                     | Hollywood Records     |
| 1999 | Attention Please            | Hollywood Records     |
| 2000 | Like it or Not              | Independent           |
| 2002 | Live                        | Independent           |
| 2002 | Overlooked                  | Independent           |
| 2003 | The Grovers                 | Independent           |
| 2006 | The Collection              | Independent           |
| 2007 | Captured                    | 7th Kid Entertainment |
| 2008 | Work It Out                 | 7th Kid Entertainment |
| 2011 | Do U Remember When          | 7th Kid Entertainment |
| 2020 | Stranger Angel (4 track EP) | 7th Kid Entertainment |